# Balikpapan
Balikpapan è una città indonesiana posta sulla costa orientale della grande isola del Borneo, detta Kalimantan in lingua locale. 
È la seconda città per importanza della provincia di Kalimantan Orientale e con una popolazione di circa 700.000 abitanti è anche una delle maggiori città dell'intera isola. Si è sviluppata grazie alle vicine zone di estrazioni petrolifere e per la costruzione di una raffineria.

## Amministrazione
Balikpapan è una città con lo status pari a quello di una reggenza. È suddivisa in 6 kecamatan (distretti) e 34 kelurahan (villaggi):
- Balikpapan Barat (Balikpapan Ovest)
  - Baru Ilir
  - Baru Tengah
  - Baru Ulu
  - Kariangau
  - Margo Mulyo
  - Marga Sari
- Balikpapan Kota (Balikpapan Città)
  - Prapatan
  - Telaga Sari
  - Klandasan Ulu
  - Klandasan Ilir
  - Damai
- Balikpapan Selatan (Balikpapan Sud)
  - Sepinggan
  - Gn. Bahagia
  - Sepinggan Baru
  - Sepinggan Raya
  - Sungai Nangka
  - Damai Baru
  - Damai Bahagia
- Balikpapan Tengah (Balikpapan Centrale)
  - Gn. Sari Ulu
  - Gn. Sari Ilir
  - Karang Rejo
  - Karang Jati
  - Mekar Sari
  - Sumber Rejo
- Balikpapan Timur (Balikpapan Est)
  - Manggar
  - Lamaru
  - Teritip
  - Manggar Baru
- Balikpapan Utara (Balikpapan Nord)
  - Batu Ampar
  - Gn. Samarinda
  - Karang Joang
  - Muara Rapak
  - Gn. Samarinda Baru
  - Graha Indah